# Інямбанська діоцезія
Інямба́нська діоце́зія (лат. Dioecesis Inhambaniana; порт. Diocese de Inhambane) — діоцезія римського обряду Католицької церкви в Мозамбіці, з центром у місті Інямбане.  Входить до складу Мапутської церковної провінції. Суфраганна діоцезія Мапутської архідіоцезії. Заснована 3 серпня 1962 року. Голова — єпископ Інямбанський. Центральний храм — Інямбанський собор.    Чинний голова — Адріану Ланга, єпископ Інямбанський.

## Єпископи
- Адріану Ланга

## Статистика
Згідно з «Annuario Pontificio» і Catholic-Hierarchy.org:
| Рік  | Населення | Населення | Населення | Священики | Священики | Священики | Священики           | Диякони | Ченці    | Ченці | Парафії |
| Рік  | католики  | загалом   | %         | загалом   | секулярні | ченці     | вірних на священика | Диякони | чоловіки | жінки | Парафії |
| ---- | --------- | --------- | --------- | --------- | --------- | --------- | ------------------- | ------- | -------- | ----- | ------- |
| 1970 | 166.874   | 760.033   | 22,0      | 43        | 3         | 40        | 3.880               |         | 57       | 57    | 3       |
| 1980 | 191.000   | 858.000   | 22,3      | 18        |           | 18        | 10.611              |         | 24       | 35    | 21      |
| 1990 | 187.914   | 1.281.000 | 14,7      | 15        |           | 15        | 12.527              |         | 16       | 27    | 21      |
| 1999 | 230.875   | 1.111.439 | 20,8      | 22        | 4         | 18        | 10.494              |         | 28       | 50    | 21      |
| 2000 | 234.161   | 1.168.369 | 20,0      | 32        | 7         | 25        | 7.317               |         | 29       | 52    | 21      |
| 2001 | 238.956   | 1.123.079 | 21,3      | 30        | 8         | 22        | 7.965               |         | 26       | 68    | 21      |
| 2002 | 245.700   | 1.291.010 | 19,0      | 36        | 8         | 28        | 6.825               |         | 37       | 74    | 21      |
| 2003 | 267.308   | 1.391.010 | 19,2      | 36        | 8         | 28        | 7.425               |         | 31       | 74    | 21      |
| 2004 | 260.741   | 1.391.010 | 18,7      | 37        | 9         | 28        | 7.047               |         | 31       | 74    | 22      |
| 2006 | 263.717   | 1.316.783 | 20,0      | 33        | 5         | 28        | 7.991               |         | 31       | 79    | 22      |
| 2013 | 283.975   | 1.550.000 | 18,3      | 53        | 6         | 47        | 5.358               |         | 54       | 93    | 22      |